# Степове (Ніжинський район)
Степове́ — село в Україні, у Макіївській сільській громаді Ніжинського району Чернігівської області. Населення становить 173 осіб. Орган місцевого самоврядування до 2015 року — Ганнівська сільська рада, з 2015 року — Макіївська сільська рада. Село входить до Ганнівського старостинського округу Макіївської громади.

## Історія
На карті Шуберта 1869 р. позначене як х. Кривого.
На мапах 1935 і 1941 - Степовий Хутір.
В зв'язку з адміністративно-територіальною реформою 1 вересня 2015 року було створено Макіївську сільську об'єднану територіальну громаду, до якої приєдналось і Степове.